# Landwirtschaftliche Rentenbank
El Landwirtschaftliche Rentenbank  (Rentenbank para abreviar), con sede en Fráncfort del Meno, es el banco alemán de desarrollo para la agricultura y las zonas rurales. Promueve una variedad de inversiones en agricultura, y áreas rurales, principalmente a través de préstamos a bajo interés. La refinanciación tiene lugar en los mercados internacionales de capital. Rentenbank fue fundado en 1949 como una institución federal de derecho público con un mandato de patrocinio legal. El Anstaltslast lleva al gobierno federal, que también es responsable de los pasivos del banco.